# Егоровы
Егоровы — несколько русских дворянских родов.
Губернскими дворянскими депутатскими собраниями роды этой фамилии были внесены в дворянские родословные книги: Воронежской, Екатеринославской, Казанской, Калужской, Курской, Московской, Нижегородской, Орловской, Пензенской, Псковской, Рязанской, Санкт-Петербургской, Саратовской, Симбирской, Таврической, Тульской, Харьковской, Херсонской, Черниговской и Ярославской губерний Российской империи и были утверждены Герольдией Правительствующего Сената в древнем (столбовом) дворянстве.
Определением Правительствующего Сената (31 октября 1878) статский советник Степан Александрович Егоров по пожалованному ордену Святого Владимира 4-й степени (21 мая 1876), признан в потомственном дворянстве, с внесением в III-ю часть родословной книги, вместе с сыновьями его: Алексеем, Владимиром, Николаем, Константином и Сергеем.

## История рода
В XVII веке Егоровы упомянуты в Ливенском уезде. Фёдор Егоров служил в Курске в подьячих (1682). Дворянин Иван Егоров управлял делами патриарха (1699).

## Описание герба
В золотом щите накрест два чёрных якоря. На них червлёный щиток, в нём серебряная оторванная лошадиная голова с чёрными глазами и языком, обращённая вправо.
На щите дворянский коронованный шлем. Нашлемник: серебряная оторванная конская голова с чёрными глазами и языком. Намёт на щите червлёный, подложенный серебром. Девиз: «LABORE» чёрными буквами на золотой ленте. Герб рода статского советника Степана Александровича Егорова был записан в Часть XIII Общего гербовника дворянских родов Всероссийской империи, № 175.
Другой герб пожалованный полковнику Захару Егорову и войсковому старшине Афанасию Егорову, был внесён в Часть 5 Сборника дипломных гербов Российского Дворянства, невнесённых в Общий Гербовник, стр. 53.